# Радик Дмитро Васильович
Дмитро Васильович Радик (7 червня 1955, с. Прилипче, Заставнівського р-ну Чернівецької області), — хоровий диригент, педагог, музично-громадський діяч. Професор (2011). Заслужений діяч мистецтв України (1997). Орден «За  заслуги» ІІІ ст. (2013). Лауреат міжнародних конкурсів (1996). Декан вокального та диригентського факультетів НМАУ імені П. І. Чайковського (2005-2015). Голова Асоціації діячів музичної освіти і виховання НВМС. Секретар, член координаційної Ради НВМС.

## Життєпис
Закінчив музичний відділ Чернівецького педагогічного училища (1974), де опанував хоровий спів і диригування, гру на духових і народних інструментах; Київську державну консерваторію імені П. І. Чайковського (1982, клас хорового диригування проф. М. Берденникова та оперно-симфонічного диригування проф. В. Гнєдаша, факультатив).
1974–76 служив у лавах Радянської армії.
1976–77 – учитель музики та співів Чернівецької СШ №1.
1978–92 – організатор, художній керівник і диригент камерного хору «Резонанс» КБ імені О. К. Антонова.
1982–84 – викладач кафедри хорового диригування Київського інституту культури, хормейстер студентського хору.
1984–87 – художній керівник і диригент академічного хору студентів музично-педагогічного факультету Київського педагогічного інституту.
1984–90 – диригент Державного заслуженого академічного українського народного хору імені Г. Верьовки, з яким виступав у містах і селах України й колишнього СРСР; у Франції, Польщі, Домініканській Республіці, Венесуелі, Колумбії, Еквадорі, Перу.
1989–92 – художній керівник і головний диригент хорової капели хлопчиків та юнаків «Дзвіночок» Київського Палацу дітей та юнацтва, з яким концертував у найкращих залах Києва, містах Болгарії, Польщі та Німеччини.
1990–96 – засновник, художній керівник та диригент професійного хору «Український хор духовної музики «Дзвони»» (за підтримки Українського відділення Всесоюзного фонду культури), що мав на меті відродити найкращі традиції Глухівської співочої хорової школи та Києво-Могилянської академії. Хор репрезентував українське мистецтво у різних концертних залах України та країнах Балтії; у Франції, Бельгії, Нідерландах, Польщі, Німеччині.
1992–2005 – художній керівник і головний диригент академічного хору студентів кафедри хорового диригування КНУКіМ, доцент (1996), 1998–2005 – в. о. професора.
1998–2004 – завідувач кафедри хорового диригування КНУКіМ.
Від 2004 – у НМАУ імені П. І.  Чайковського: 2004–11 – в. о. професора кафедри хорового диригування, професор (з 2011). Веде клас з диригування, диригентсько-хоровий практикум, курси «Хорознавство та методика роботи з хором», «Історія хорового мистецтва», «Методика викладання фахових дисциплін», «Фахова практика», «ЧХП».
2005–2015 – декан диригентського та вокального факультетів.  
2014–16 – художній керівник і диригент народного хору «Червона калина» факультету мистецтв НПУ імені М. Драгоманова, професор кафедри (за сумісництвом).
Від 2017 – художній керівник і головний диригент академічної хорової капели імені  Павла Чубинського.

## Творча діяльність
Багатолітня творча діяльність Радика Д.В. пов’язана з цілим рядом творчих колективів. 1978–92 – організатор, художній керівник і головний диригент камерного хору «Резонанс» КБ імені О. К. Антонова.
В якості диригента, сьогодні – Національного заслуженого академічного Українського народного хору імені Г.Верьовки – він провів біля 600 концертів в кращих концертних залах республік колишнього СРСР, містах і селах України. Високу оцінку його професійному рівню давали музичні критики Домініканської Республіки, Венесуели, Колумбії, Еквадору, Перу. За виконавську майстерність Радик Д.В. був нагороджений Почесною грамотою Міністерства культури України.
У 1989 р. зусиллями Радика Д.В. відроджено хорову капелу хлопчиків та юнаків «Дзвіночок», якій аплодували у кращих залах м. Києва, а також у Німеччині, Болгарії та Латвії. Під його орудою капела виступала по УТ1 і провела 32 концерти.
Особливого резонансу набула поява у 1990 році професійного хору духовної музики «Дзвони», організатором та головним диригентом якого був Радик Д.В. Колектив відроджував кращі традиції Глухівської співочої хорової школи та Києво-Могилянської академії. Часті виступи по радіо і телебаченню давали можливість шанувальникам мистецтва слухати кращі зразки музики українського бароко, твори композиторів-класиків А.Веделя, Д.Бортнянського, М.Березовського, піснеспіви представників Перемишльської школи, народні пісні в обробці М.Лисенка, М.Леонтовича, К.Стеценка, О.Кошиця. За шість років свого існування хор «Дзвони» провів  більше 450 концертів, пропагуючи хорове мистецтво в Україні, Франції, Бельгії, Нідерландах, Польщі, Німеччині.
За роки роботи (1992-2005) з хором студентів кафедри хорового диригування  КНУКІМ, яку він очолював впродовж шести років як завідувач, реалізував проект «Антологія української хорової музики» (цикл концертів «Шевченкіана») та здійснив прем’єрні виконання творів українських композиторів В.Шамо «Український реквієм», В.Польової «Світлі піснеспіви», В.Зубицького «Хоровий концерт №3», С.Луньова «Cantus»; зарубіжних творів з симфонічним оркестром Оттавіо Де Лілло «Легенда про св.Миколая», Е.Л.Веббера «Reguiem», Гія Канчелі «Stix». Путівку в життя отримала Літургія М.Дилецького у редакції Н.Герасимової-Персидської та відновлена через 200 років опера «Сокіл» Д.Бортнянського. Вперше в Україні виконана «Різдвяна ораторія» Й.С.Баха, «Messa funebre» В.Манфредіні.
У Національній музичній академії України імені П.І.Чайковського Радик Д.В. з 2004р. Як педагог-практик веде клас з диригування, ЧХП, фахову та педагогічну  практики, читає курс «Хорознавство та методика роботи з хором».
Впродовж десяти років (2005-2015) Радик Д.В. – декан диригентського та вокального факультетів, член науково-методичної і Головної вченої ради Академії. У 2007-2009 н.р. – Відповідальний секретар приймальної комісії Академії. 2011-2015 роки – голова профспілки ВНЗ. 14 квітня 2011р. йому присвоєно вчене звання професора кафедри хорового диригування. За вагомий внесок у розвиток музичного мистецтва у 2008 році нагороджений «Орденом за видатні досягнення у музичному мистецтві».
У творчому доробку Радика Д.В. фондові записи, понад 60 трансляційних виступів на радіо і телебаченні. На студії «Національна кінематика України» здійснені записи до серіалу науково-публіцистичних фільмів «Невідома Україна. Нариси нашої історії», а також науково-пізнавальних фільмів: «Дотик», «Консонанс», «Хороспів українців». За роки творчо-виконавської діяльності підготував понад 400 концертних програм, виконав з хоровими колективами близько 1800 творів і провів понад 1100 концертних виступів.
Вагомі мистецькі проекти реалізовані за участю хорової капели імені Павла Чубинського, якою Радик Д.В. керує вже дев’ять років, а саме: концерт-реквієм «Праведная душе», приурочений 85-й річниці пам’яті жертв Голодомору 1932-1933 років (за підтримки УКФ заходи відбулися у філармонійних залах Харкова, Чернігова, Чернівців, 2018); ювілейний концерт з нагоди 30-річчя колективу (Колонна зала КМДА, 2019); в рамках «КиївМузФесту» виконання кантати В.Зубицького «Моя Україна» (2019) та «Діду мій, дударику» (2021); «Подячні піснеспіви «Україна – народам світу» (на підтримку захисників України). Проект реалізований у Чернівецькій філармонії імені Д.Гнатюка за участю українських диригентів та артистів-волонтерів (квітень 2022 р.); Молебень «Вічна пам’ять полеглим героям» (Церква Святого Андрія Первозванного та всіх святих ПЦУ, м.Буча, вересень 2022; «Благодатная Марія», концерт-реквієм пам’яті жертв голодоморів та убієнних у війні, листопад 2022; авторський концерт В.Зубицького у Національній філармонії України (04.03.2023) та мистецький проект за підтримки УКФ «За Україну помолюсь», який реалізований у філармоніях Одеси, Тернополя, Івано-Франківська за участю симфонічних оркестрів (6, 14, 15 жовтня 2023); 25 лютого 2024 р., у другу річницю війни, прозвучала кантата-містерія «Колискові очерету» І.Алексійчук та прем’єрний твір Ю.Алжнєва «Невимовне» у виконанні Національного президентського оркестру та капели імені Павла Чубинського. 16.11.2024 реалізований авторський проект Радика Д.В. «Свіча пам’яті», приурочений дню пам’яті жертв голодоморів та полеглих у війнах, а 21.06.2025 – творчий проект «Україна-Балтика-Скандінавія-Великобританія. Діалог культур у роки війни».

## Фестивалі, конкурси
– Всесоюзний музичний фестиваль «Ташкентська золота осінь». Ташкент (1984);
– Всесоюзний музичний фестиваль «Красная гвоздика». Іваново (1985);
– Дні культури СРСР у Польщі. Ополе, Забже, Катовіце, Гурнік, Варшава (1985);
– Всеросійський музичний фестиваль «Русская зима». Москва (1987);
– Міжнародний хоровий фестиваль «Песни дружбы». Алаверді (Вірменія) (1989);
– Міжнародний фестиваль музичних театрів «Інтер-театр – 92». Ужгород (1992);
– Міжнародний фестиваль-конкурс «Sacrosong -92». Краків (1992);
– Міжнародний хоровий фестиваль «Buhll – 95». Німеччина (1995);
– Всеукраїнський музичний фестиваль прем’єр сезону. Київ (1995, 1996, 1997);
– Міжнародний музичний фестиваль «КиївМузФест» (1995, 1997);
– ІІІ-й міжнародний конкурс хорового мистецтва імені Л. Українки. Луцьк (1996);
– ХІХ-й міжнародний конкурс хорових колективів. Бидгощ (1996);
– Всеукраїнський музичний фестиваль «Фарботони». Канів (1998);
– Всеукраїнський музичний фестиваль «Золота осінь». Біла Церква (1998);
– Всеукраїнський хоровий фестиваль «Золотоверхий Київ». Київ (1998);
– Всеукраїнський хоровий конкурс імені Миколи Леонтовича. Київ (2002);
– ІІ фестиваль музичних літургій – мес «Через століття та країни». Київ (2004);
– ІІІ Одеський хоровий фестиваль «Радість». Одеса (2017);
– Міжнародний фестиваль «На берегах Альти». Бориспіль (2017-2024)
– Міжнародний травневий хоровий конкурс імені Георгія Димитрова. Варна (2018);
– Міжнародний музичний фестиваль «КиївМузФест» (2002, 2019, 2021);
– Міжнародний музичний фестиваль «Київські музичні прем’єри – 2025».

## Майстер-класи
– Хорове мистецтво Європи. «Multiple Voice» (Utrecht) – «Дзвони» (Київ). Виконавські стилі. Спільне і відмінне // Утрехт (Нідерланди). – 1992. – Грудень;
– Творча майстерня диригента-хормейстера // КНУКіМ. Кафедра хорового диригування. – 2000. – Грудень;
– Композиторська школа Михайла Шуха та особливості практичного втілення його творчого задуму // Концертний зал Донецької музичної академії імені С. Прокоф’єва. За участю камерного хору Академії. – 2004. – 16 вересня;
– Вокально-хорова музика Й. С. Баха та методичні засади практичного втілення автентичної виконавської традиції // НМАУ імені П. І. Чайковського. За участю вокального секстету «SINGER PUR» та студентів кафедри хорового диригування. – 2006. – 9 листопада;
– Мистецтво диригування. Основоположні принципи розвитку та удосконалення навичків мануальної техніки // Сєвєродонецьке музичне училище. Відділ хорового диригування. – 2007. – Травень;
– Методика хорової роботи над компонентами хорової звучності та засобами виконавської виразності // Сумське вище училище мистецтв і культури імені Д. Бортнянського. За участю хору студентів диригентсько-хорового відділу. – 2016. – Травень;
– ФММ КНУКіМ. Майстер-клас професора НМАУ імені П. І. Чайковського Радика Д. В. – 2023. – 13 лютого.

## Дискографія (аудіо та відео записи)
– аудіо-касета «Українська духовна музика». Студія «Русский диск», Москва (1991);
– “DZVONY”. Студія «Русский диск», Москва (1991);
– Співає хорова капела хлопчиків та юнаків «Дзвіночок». Пряма трансляція на УТ1 (1991);
– «Motetten en Volksmusiek uit de Oekraine». Студія «F.E.T.», Нідерланди (1992);
– Великодні піснеспіви Українського хору духовної музики «Дзвони». Запис на українському телебаченні (1992);
– Е. Л. Веббер. «Reguiem» Трансляційний запис академічного хору студентів Київського інституту культури за участю ансамблю «Ars-Nova» (1993);
– CD «Тебі поєм». Студія «Відродження», Київ (1993);
– «Українське різдво». Запис Українського хору духовної музики «Дзвони» у церкві Миколи Набережного, Київ (1993);
– «Дзвони» у Франції та Палаці культури «Україна». Трансляційні записи концертних виступів (1993-1994);
– Шух М. «Возроди меня, утверди…». Трансляційний запис в рамках КиївМузФесту. Будинок вчених (1994);
– Канчелі Г. “STIX”. Трансляційний запис 7-ої всесвітньої прем’єри у Національній опері України імені Т. Г. Шевченка (2001);
– Петров-Омельчук П. «Читання Христа». Трансляційний запис в рамках «КиївМузФест» (2001);
– Петров-Омельчук П. «Опришки». Трансляційний запис в рамках «КиївМузФест» (2002);
– «Шевченкіана». Трансляційний запис у Національній філармонії України (2002);
– До 50-річчя від Дня народження професора Радика Д. В. «Вчитель та його учні». Трансляційний запис у Національній філармонії України (2005);
– Новорічний концерт народного хору студентів Інституту мистецтв НПУ імені М. Драгоманова «Червона калина». Трансляцій запис (2016);
– Великодній концерт у Будинку камерної та органної музики м. Біла Церква (2017);
– Брукнер А. Меса №2 (e-moll), Веббер Е.Л. «Reguiem». Трансляційний запис у Національній філармонії України (2017);
– 39 міжнародний хоровий конкурс імені Г. Димитрова. Варна. Болгарія. (2018);
– «Праведная душе». Концерт-реквієм приурочений 85-річниці пам’яті жертв Голодомору 1932-1933 років. (За підтримки Українського культурного фонду). Трансляційні записи у концертних залах Харкова, Чернігова, Чернівців (2018);
– Концерт пам’яті народного артиста України О.Д.Зюзькіна. Бориспіль (28.12.2018)
– Острова С. «Безсмертя», В.-А. Моцарт “Kronungsmesse”. Трансляційний запис у Колонній залі КМДА з нагоди 30-річчя капели імені Павла Чубинського (2019);
– Зубицький В. «Моя Україна». Трансляційний запис в рамках «КиївМузФест» (2019);
– А. Вівальді. «Gloria». Запис у патріаршому соборі Воскресіння Христового Української греко-католицької церкви (20.12.2020);
– Зубицький В. «Діду мій, дударику». Трансляційний запис у Будинку звукозапису. (01.10.2021);
– «У війни не жіноче обличчя». Чернівецьке суспільне телебачення (2022);
– «Подячні піснеспіви «Україна  – народам світу» (На підтримку захисників України). Трансляційний запис у Чернівецькій обласній філармонії імені Д. Гнатюка (13.04.2022);
– Молебень «Вічна пам’ять полеглим героям». Церква Святого Андрія Первозванного та всіх святих ПЦУ, м. Буча (24.09.2022);
– Зубицький В. «Благодатная Марія». Трансляційний запис у Колонному залі імені М. Лисенка Національної філармонії України (21.11.2022);
– Концерт з нагоди 80-річчя Олександра Зюзькіна. Трансляційний запис у дитячій школі мистецтв та ремесел с. Велика Олександрівка (10.02.2023);
– Зубицький В. «Україна». Народна симфонія єднання». Частина 10. «Пливе кача» (Молитва за Україну). Світова прем’єра. Трансляційний запис концерту у Колонному залі імені М. Лисенка Національної філармонії за участю Народної академічної хорової капели імені П. Чубинського та Національного президентського оркестру (04.03.2023);
– Алексійчук І. «Колискові очерету». Кантата-містерія для солістів, мішаного хору і симфонічного оркестру на вірші Олени Степаненко. Трансляційний запис у Колонному залі імені М. Лисенка Національної філармонії України. Друга світова прем’єра. Виконавці: Народна академічна хорова капела імені П. Чубинського та Національний президентський оркестр (25.02.2024);
– Алжнєв Ю. «Невимовне». Для мішаного хору і струнного оркестру. Світова прем’єра.
Трансляційний запис у Колонному залі імені М. Лисенка Національної філармонії за участю Народної академічної хорової капели імені П. Чубинського та Національного президентського оркестру (25.02.2024);
– «Свіча пам’яті». Концерт-реквієм, приурочений пам’яті жертв голодоморів та полеглих у війнах (16.11.2024);
– Відео-запис слобожанського щедрика «Ластівочка-матіночка». Аранжування Дмитра Радика. Грудень 2024;
– «Маріуполь нескорений» – міжнародний мистецький проект. 24 лютого 2025 у Національному заповіднику «Києво-Печерська лавра».

## Записи хорової музики (вистави, художні, науково-пізнавальні, науково-публіцистичні фільми)
– «Хліб і сіль». Вистава Київського молодіжного театру за мотивами М. Стельмаха, муз. О. Яковчука (1978);
– “Народжені революцією”. Багатосерійний художній фільм, к/с імені О. Довженка, муз. Є. Станковича (1979);
– «Дотик», «Хороспів українців»: Науково-пізнавальні фільми. Творче об’єднання «Спектр» (1991);
– «Консонанс». Науково-пізнавальний фільм. Національна кінематика України (2004);
– «Під владою директорії», «Симон Петлюра», «Берестейські балансування», «Від автономії до незалежності» (всі – науково-публіцистичні фільми. Київнаучфільм (1993).

## Наукова діяльність
1. Диригентська школа професора М. А. Берденникова // Часопис НМАУ імені П. І. Чайковського. – 2009. – No 4. – С. 179–189.
2. Про шостий Всеукраїнський фестиваль-конкурс колективів народного хорового співу імені Порфирія Демуцького. І. Філософія хорового співу // Українська музична газета. – 2010. – No 4 (78).
3. Митець і час. До 85-річчя народного артиста України, професора Андрія Кушніренка // 50-річне мистецьке подвижництво. – Ч. : Місто, 2018. – С. 86-88.
4. Народна академічна хорова капела імені Павла Чубинського та її культурологічна і просвітницька місія. Науково-популярний журнал "Музика" N5-6 (431), 2019 (2020).
5. Михайло Андрійович Берденников. Життєпис Великого Майстра // Міжнародний науковий журнал «COLLEGIUM». – 2020. – № 33-34. – С. 148-165;
6. Рецензія на монографію Ганни Карась «Хорова родина «Первоцвіт». // Історико-документальне видання //  ISBN 078-966428-706-4; Видавництво «Місто НВ». – 2020;
7. Рецензія на збірку навчального репертуару «Співає камерний хор Київської муніципальної академії музики імені Р. М. Глієра» для закладів фахової передвищої мистецької освіти (галузь знань 02 «Культура і мистецтво», спеціальність 025 «Музичне мистецтво»), укладену  Томсон З. О.
Державний науково-методичний центр змісту культурно-мистецької освіти, №263, 30.08.2021;
8. Історія кафедри хорового диригування НМАУ імені П. І. Чайковського // Монографія / НМАУ імені П. І. Чайковського,
УДК     784.1.071.2:37.093.5]:[78.03:378.4(477.411)НМАУ
Р15, Укладач, 2022;
9. За Україну помолюсь. До 70-річчя Володимира Зубицького. Науково-популярний журнал «Музика». №1-4, 2023.

## Конференції та наукові читання
1. Науково-практична конференція «М. А. Берденников. Служіння його високому мистецтву, дароване Богом». До 90-річчя від дня народження / НМАУ імені П. І. Чайковського. – 2009. – 30 жовтня. Автор проекту;
2. Міжнародна науково-практична конференція «Художня культура і освіта: традиції, сучасність, перспективи» // Інтерактивні технології у сучасній професійній музичній освіті як педагогічна проблема / Мелітопольський державний педагогічний університет імені Богдана Хмельницького. – 2013. – 24-25 жовтня;
3. ІІІ науково-практична конференція «Музичне мистецтво України: історія, реалії та перспективи розвитку // Творчо-психологічні засади формування митця / Бердичівський педагогічний коледж. – 2018. – 25 квітня;
4. Авторська програма Василя Романчишина «КультУра» / Говоримо про Павла Чубинського. – 2019. – 28 березня;
5. Всеукраїнська науково-практична конференція «Хорова культура України: традиції та сучасність» // Історія кафедри хорового диригування НМАУ імені П. І. Чайковського. Становлення та розвиток (1936-1961) / НМАУ імені П. І. Чайковського. – 2019. – 2-3 квітня;
6. Всеукраїнська науково-практична конференція «Хорове мистецтво України. Творчі портрети педагогів-практиків кафедри хорового диригування НМАУ імені П. І. Чайковського». До 100-річчя від дня народження заслуженого артиста України, професора М. А. Берденникова в рамках 105-річниці НМАУ (КДК) імені П. І. Чайковського. – 2019. – 11 листопада. Автор проекту;
7. ІХ міжнародна наукова конференція «Ювілейні та пам’ятні дати 2019 року» // М. А. Берденников. Життєпис Великого Майстра / НМАУ імені П. І. Чайковського. –2019. – 16-17 листопада;
8. Запрошені професори. Тема наукової доповіді – «Творчо-психологічні контури диригентської професії» / Навчально-науковий інститут педагогіки Житомирського державного університету імені Івана Франка. – 2022. – 10 листопада;
9. Всеукраїнська науково-практична конференція «Академік Олег Семенович Тимошенко: педагог, науковець, громадський діяч» / НМАУ імені П. І. Чайковського. 2022. – 5 грудня;
10. Всеукраїнська науково-практична конференція з міжнародною участю "Феноменологічна парадигма хорового та вокального мистецтва", присвячена 90-річчю з дня народження академіка О. С. Тимошенка / НМАУ імені П. І. Чайковського. – 2022. – 13 -14 грудня;
11. Відкрита лекція заслуженого діяча мистецтв України, професора кафедри хорового диригування НМАУ імені П. І. Чайковського Радика Дмитра Васильовича «Постать хорового диригента: сучасний вимір». – 2023. – 6 жовтня.

## Навчально-методична література
1. Музична дидактика в структурі диригентської освітньо-професійної діяльності. Навчальний посібник. – К. : НМАУ імені П. І. Чайковського, 2010. – 176 с. Допущено Міністерством освіти і науки України. Лист №1. 4/18-Г-3026.1 від 31.12.2008 р. Укладач;
2. Методика удосконалення вокально-хорової техніки та якості хорової звучності. Навчальний матеріал – К. : НМАУ імені П. І. Чайковського, 2009. – 164с. Укладач;
3. Моделювання та структурний аналіз виконавського твору. Навчальний матеріал – К. : НМАУ імені П.І.Чайковського, 2010. – 45с. Укладач;
4. Хрестоматія з диригування. Навчальний матеріал – К. : НМАУ імені П.І.Чайковського. Випуск 1–5, 2008–2012. Укладач;
5. Навчально-методичний комплекс дисципліни «Хоровий клас» для студентів спеціальності 6.020205, 7.020205 «Музичне мистецтво» спеціалізації «Хорове диригування». – К. : КНУКіМ, 1998. – 27 с. Укладач;
6. Історія хорового мистецтва: програма для студентів спеціальності 6.020205 «Музичне мистецтво» спеціалізації «Хорове диригування» / НМАУ імені П. І. Чайковського. – К., 2005. – 18 с. Укладач;
7. Хоровий клас: програма для студентів спеціальності 6.020205, 7.020205 «Музичне мистецтво» спеціалізації «Хорове диригування» / НМАУ імені П. І. Чайковського. – К., 2005. – 26 с. Укладач;
8. Хорознавство та методика роботи з хором: програма для студентів спеціальності 6.020205 «Музичне мистецтво» спеціалізації «Хорове диригування» / НМАУ імені П. І. Чайковського. – К., 2005. – 22 с. Укладач;
9. Методика викладання фахових дисциплін: програма для студентів спеціальності 6.020205 «Музичне мистецтво» спеціалізації «Хорове диригування» / НМАУ імені П. І. Чайковського. – К., 2008. – 12 с. Укладач;
10. Диригент. Партитура. Хор. Сучасні естетичні засади практики професії. Навчальний посібник. ДК №271 03680, – К., 2020р. – 119с. Укладач-упорядник;
11. Хрестоматія з хорового класу (диригентсько-хоровий практикум). Навчальний матеріал – К. : НМАУ імені П.І.Чайковського. Випуски 1,2,3,4, 2020. Укладач;
12. Робочі програми навчальних дисциплін «Хоровий клас», «Хорознавство та методика роботи з хором», «Методика викладання фахових дисциплін» з галузі знань 02 «Культура і мистецтво» зі спеціальності 025 «Музичне мистецтво», оновлена відповідно до освітньо-професійної програми «Музичне мистецтво» першого (бакалаврського) рівня вищої освіти, схвалені науково-методичною радою. Протокол №47 від 11 червні 2024р. Затверджено Вченою радою НМАУ імені П.І.Чайковського. Протокол №10 від 26 червня 2024р. Укладач;
13. Робочі програми навчальних дисциплін «Хоровий клас», «Методика роботи з хором», «Педагогічна практика» з галузі знань 02 «Культура і мистецтво» зі спеціальності 025 «Музичне мистецтво», оновлена відповідно до освітньо-професійної програми «Музичне мистецтво» другого (магістерського) рівня вищої освіти, схвалені науково-методичною радою. Протокол №47 від 11 червні 2024р. Затверджено Вченою радою НМАУ імені П. І. Чайковського. Протокол №10 від 26 червня 2024р. Укладач.

## Репертуарні збірники
1. Віночок народних пісень. Репертуарний збірник Народної академічної хорової капели імені Павла Чубинського. Укладач-упорядник, 2020;
2. Хорове православ’я України // Твори українських композиторів на канонічні тексти. Репертуарний збірник Народної академічної хорової капели імені Павла Чубинського. Укладач-упорядник, 2020;
3. Opus the millennium choral works // Хорові твори сучасних зарубіжних композиторів. Репертуарний збірник Народної академічної хорової капели імені Павла Чубинського. Укладач-упорядник, 2020;
4. Хорові твори без супроводу. Репертуарний збірник Народної академічної хорової капели імені Павла Чубинського. Укладач-упорядник, 2020.

## Учні
КНУКіМ:
Корінник Юрій (1998, спеціаліст), Болгар Віталій (2000, спеціаліст), Бєлорусов Іван, Гальчинський Віталій, Коцюбійчук Галина, Лук’янова Вікторія, Сєдіна Лілія, Сьомич Олена, Трусевич Оксана, Фондера Павло, Хмирова Вікторія (2005, всі спеціалісти).
НМАУ імені П. І. Чайковського:
Старушкін Євген – магістр (2006)
Простак Марія – магістр (2009)
Макода Ганна – магістр (2010)
Онищенко Любов – магістр (2010), аспірант, лауреат Всеукраїнського конкурсу хорових диригентів імені Д. С. Бортнянського серед студентської молоді (2006, І-е місце)
Прегун Мірко – бакалаврат (2006-2008), магістр (2011), лауреат всеукраїнського конкурсу хорових диригентів (2011, І-е місце)
Кушнір Назар – магістр (2011), аспірант
Дудник Марія – магістр (2014)
Кондратенко Ірина – магістр (2013), аспірант, кандидат мистецтвознавства (2017)
Курмазенко Максим – спеціаліст (2015)
Лис Надія – магістр (2015)
Гощук Тарас – бакалавр (2016), магістр (2017)
Колесникова Ірина – бакалавр (2017)
Яцків Дмитро – магістр (2017)
Кальний Сергій – магістр (2017)
Постевка Діана – бакалавр (2018)
Полюлях Юлія – магістр (2019)
Болгар Віталій – магістр (2019), аспірант
Ван Ці – магістр (2020)
Гасанов Рафаіл Гамзага огли – асистент-стажист (2020)
Мироненко Сергій В.– асистент-стажист ((2020)
Сарабанська Анастасія – магістр (2021)
Семенюк Марта – бакалавр (2021)
Ван Ці – асистент-стажист (2021)
Ван Ці – докторант (2021-2023)
Коваль Марія – докторант (2021-2023 (2024)
Луценко Ігор – магістр (2022), асистент-стажист (2023)
Лиско Василь – магістр (2024)
Гнатюк Василь – асистент-стажист (2024)
Кутефа Марк – магістр (2025)

## Музично-громадська діяльність
– секретар НВМС;
– голова Асоціації діячів музичної освіти і виховання, член Координаційної Ради НВМС;
– член Вченої ради та науково-методичної ради НМАУ імені П. І. Чайковського;
– Відповідальний секретар приймальної комісії Академії;
– голова державних екзаменаційних комісій Сєвєродонецького музичного училища імені С. С. Прокоф’єва, Сумського вищого училища мистецтв і культури імені Д. Бортнянського, Житомирського музичного училища імені Віктора Косенка;
– голова акредитаційної комісії Житомирського коледжу культури і мистецтв імені Івана Огієнка (2016);
– голова журі ІІ, ІІІ, ІV, V, VІ, VІІ, VІІІ, ІХ, Х-го всеукраїнських конкурсів хорових диригентів імені Д. С. Бортнянського серед студентської молоді (м. Суми);
– голова хорового конкурсу імені Д. Січинського (м. Івано-Франківськ);
– голова журі І та ІІ-го відкритих всеукраїнських студентських конкурсів хорових диригентів (м. Івано-Франківськ);
– голова вокального конкурсу імені І. Козловського (м. Біла Церква);
– голова обласного конкурсу з диригування серед студентів мистецьких навчальних закладів (м. Кривий Ріг);
– співголова журі VІ Міжнародного конкурсу «Учитель музики ХХІ століття»;
– член журі регіонального фестивалю студентських і дитячих хорових колективів «Якщо заспіває школа – заспіває країна» (м. Київ);
– член журі регіональних конкурсів імені К. Стеценка;
– член журі VІ, VІІ, VІІІ –го всеукраїнських фестивалів-конкурсів колективів народного співу імені Порфирія Демуцького;
– член журі міжнародного конкурсу хорового мистецтва імені Лесі Українки;
– член журі всеукраїнського вокально-хорового конкурсу імені Б. Лятошинського;
– член журі всеукраїнського фестивалю-конкурсу вокального мистецтва «Педагогічна імперія вокалу: мамина пісня» (м. Київ);
– член програмно-організаційного комітету міжнародного політкультурного фестивалю «Золоті обереги вічності» (м. Мелітополь);
– член Комітету з присвоєння мистецьких премій при Київській обласній держадміністрації;
– член громадської організації «Земляцтво буковинців у місті Києві «Буковина»;
– член організаційного комітету фестивалю «Пісня над Дніпром» імені Анатолія Авдієвського;
– ARS-директор І та ІІ-го хорових фестивалів «Різдвяний вернісаж».

## Заслуги та відзнаки
- заслужений діяч мистецтв України (1997);
- кавалер ордена «За заслуги» ІІІ ступеня (2013);

## Інші
- Почесна Грамота Міністерства культури Української РСР (1985);
лауреат міжнародного хорового конкурсу (ГРАН-ПРІ, м. Бидгощ, Польща, 1996);
- лауреат міжнародного конкурсу імені Л. Українки (ГРАН-ПРІ, м. Луцьк, Україна, 1996);
лауреат міжнародного конкурсу хорових диригентів (1-ше місце, м. Бидгощ, Польща, 1996);
- лауреат ІV Всеукраїнського хорового конкурсу імені М. Леонтовича  (2-ге місце, 2002);
- Орден за видатні досягнення у музичному мистецтві (НМАУ імені П. І. Чайковського, 2008);
- Стипендіат НВМС  (2015);
Медаль Михайла Драгоманова (НПУ імені Михайла Драгоманова, 2015);
- Почесна Грамота Міністерства культури України (2015);
- Стипендіат КОДА в галузі культури (2019);
Почесна Грамота Київської обласної ради (2019).

## Джерело
1. Світ успіху // Буковина. Імена славних сучасників: Довідково-біографічне видання. – К., 2004. – Вип. 2;
2. Заставнівщина в іменах: літературно-мистецька Заставнівщина» // Чернівці, 2006;
3. Мартинюк А. Мистецько-педагогічна діяльність професора Дмитра Радика в контексті функціонування сучасної диригентсько-хорової школи // Молодь і ринок. – 2013. – № 11 (106). – Листопад;
4. Хорове виконавство як феномен творчої взаємодії (з досвіду Київської хорової школи). Інтернет-сторінка КНУКіМ;
5. Національній музичній академії України імені П. І. Чайковського 100 років. – К.: Музична Україна, 2013;
6. Почесні імена України – еліта держави. Том ІV.– К.: Логос Україна, 2017;
7. Проблеми розвитку краєзнавства на Бориспольщині: традиції національної культури та формування етносвідомості / Розділ ІІІ. Функціональні домінанти культури та мистецтва як генетичний код народної пам’яті // Бориспіль. Медіа-центр ТС, 2019.